# Hauya
Hauya je monotipski rod biljaka iz porodice vrbolikovki (Onagraceae). Izvorno područje ove vrste je Meksiko (Oaxaca i Chiapas). To je drvo i prvenstveno raste u suptropskom biomu.

## Podvrste
- Hauya elegans subsp. barcenae (Hemsl.) P.H.Raven & Breedlove, jugozapadni Meksiko.
- Hauya elegans subsp. cornuta (Hemsl.) P.H.Raven & Breedlove, Belize, Kostarika, Salvador, Gvatemala, Honduras, jugoistočni Meksiko, Nikaragva
- Hauya elegans subsp. elegans, Meksiko.

- H. elegans u San Diego Zoo, Kalifornija.